# عصوية ذهبية كورية
عصوية ذهبية كورية (الاسم العلمي: Chryseobacterium koreense) هي نوع من البكتيريا، سلبية الغرام، تتبع جنس عصوية ذهبية.